# Dida Diafat
Dida Diafat (Argel, Argélia, 24 de abril de 1970) é um imigrante argelino radicado na França que se tornou um campeão mundial de Muay Thai ou Thai Kickboxing na idade de 21 anos. Um versão fictícia de sua vida é retratada no filme Chok-Dee de 2005, no qual ele interpreta a si mesmo.
É o único lutador de Muay Thai a ganhar um contrato com um canal de televisão francês (o Canal+). Ele está atualmente trabalhando em outro filme, mas não tem planos para voltar ao ringue.